# Fytohemagglutinine
Fytohemagglutinine (PHA), vroeger ook wel fasine genoemd, is een lectine die aangetroffen wordt in planten. De stof wordt gebruikt in medisch onderzoek als activator van T-lymfocyten. Fytohemagglutinine wordt in de hoogste concentratie aangetroffen in rode nierbonen (Phaseolus vulgaris). Ook in rauwe peulvruchten en aardappelen komt het voor. De planten, waaraan deze producten groeien, produceren deze stof om diervraat tegen te gaan. In hoge doses is het een gif.
Wanneer de bonen rauw of niet goed gekookt gegeten worden kan het vergiftiging veroorzaken. Gemeten in haemagglutinating units (hau) bevat een rauwe boon tot 70,000 hau. Door correcte bereiding, zoals koken, kan dit teruggebracht worden met een factor 200. Vergiftiging kan al worden veroorzaakt door vijf rauwe bonen. De symptomen verschijnen binnen 3 uur. De symptomen zijn misselijkheid en braken. De verschijnselen verdwijnen meestal zonder medische tussenkomst.
PHA bestaat uit twee gerelateerde proteïnes, PHA-L en PHA-E.